# Reavis Dorsey
Reavis Dorsey (* 20. Jahrhundert) ist ein US-amerikanischer Schauspieler.

## Leben
Dorsey studierte von 2000 bis 2005 Journalismus an der University of Nebraska Omaha, die er mit dem Bachelor abschloss. Er gab sein Filmschauspieldebüt 2011 in einer Nebenrolle in The Big Something. Eine größere Filmrolle übernahm er 2015 in The Mirror and the Phonograph als Thomas Ryder. In den nächsten Jahren folgten Besetzungen in verschiedenen Kurzfilmen. 2020 übernahm er im Mockbuster-Actionfilm Top Gunner – Die Wächter des Himmels die Rolle des Soldaten Lassen. 2021 war er im Film Ace of Hearts in der größeren Rolle des Ryan Dobson zu sehen. Im Folgejahr spielte er die Rolle des Collin Fantom in der Actionkomödie Wrath of the Viper Sniper.

## Filmografie (Auswahl)
- 2011: The Big Something
- 2013: Call of Warfare (Kurzfilm)
- 2013: The Scorpion's Sting (Kurzfilm)
- 2013: Celestial Hunt
- 2014: Hell of a Deal (Kurzfilm)
- 2014–2015: Argyle Park (Miniserie, 2 Episoden)
- 2015: Tess (Kurzfilm)
- 2015: The Mirror and the Phonograph
- 2015: Fifty-Two (Kurzfilm)
- 2015: Limpiadora (Kurzfilm)
- 2015: Double Life (Fernsehserie)
- 2015: Iris (Kurzfilm)
- 2016: Remnants (Kurzfilm)
- 2018: Spot (Kurzfilm)
- 2018: The Decision (Kurzfilm)
- 2019: Emulator
- 2019: The Goodbye: A Short Film (Kurzfilm)
- 2019: Scrutiny (Fernsehserie, Episode 1x02)
- 2020: Do Not Open (Kurzfilm)
- 2020: Top Gunner – Die Wächter des Himmels (Top Gunner)
- 2021: Peach Cobbler
- 2021: Mother's Day (Kurzfilm)
- 2021: The Dark Side Of Opulent III
- 2021: Ace of Hearts
- 2022: Wrath of the Viper Sniper